# Ascorhynchus horologium
Ascorhynchus horologium là một loài nhện biển trong họ Ascorhynchidae. Loài này thuộc chi Ascorhynchus. Ascorhynchus horologium được miêu tả khoa học năm 1992 bởi Child.